# Роджер Аб'ют
Роджер Аб'ют (нар. 1972) — політичний діяч Вануату, колишній спікер парламенту країни, двічі виконував обов'язки президента Вануату.
2003, у віці 31 року, був обраний на пост спікера парламенту, замінивши на цьому посту Генрі Тага. При цьому він став наймолодшим в історії Вануату жителем країни, який зайняв цей важливий пост.
Відповідно до конституції після завершення 5-річного терміну президента Джона Бані 24 березня 2004 року Аб'ют став в.о. президента, залишаючись ним до обрання 12 квітня колегією виборщиків нового президента країни — Альфреда Мазенга. Останнього було усунуто від посади за рішенням Верховного суду 11 травня 2004 року, й Аб'ют знову став в.о. президента. Того ж дня він розпустив парламент Вануату за рекомендацією прем'єр-міністра Едуарда Натапеї та призначив нові парламентські вибори, що призвело до непорозуміння з опозиційними парламентарями, які звернулись до Верховного суду Вануату з приводу легітимності цих дій Аб'юта. Тим не менше суд виніс рішення на користь в.о. президента.
7 липня 2004 року відбулись чергові вибори в парламент, на яких Аб'ют зазнав поразки. В результаті 28 липня 2004 року на першій сесії парламенту він був змушений залишити пост спікера й в.о. президента.